# 쓰가루 유키쓰구

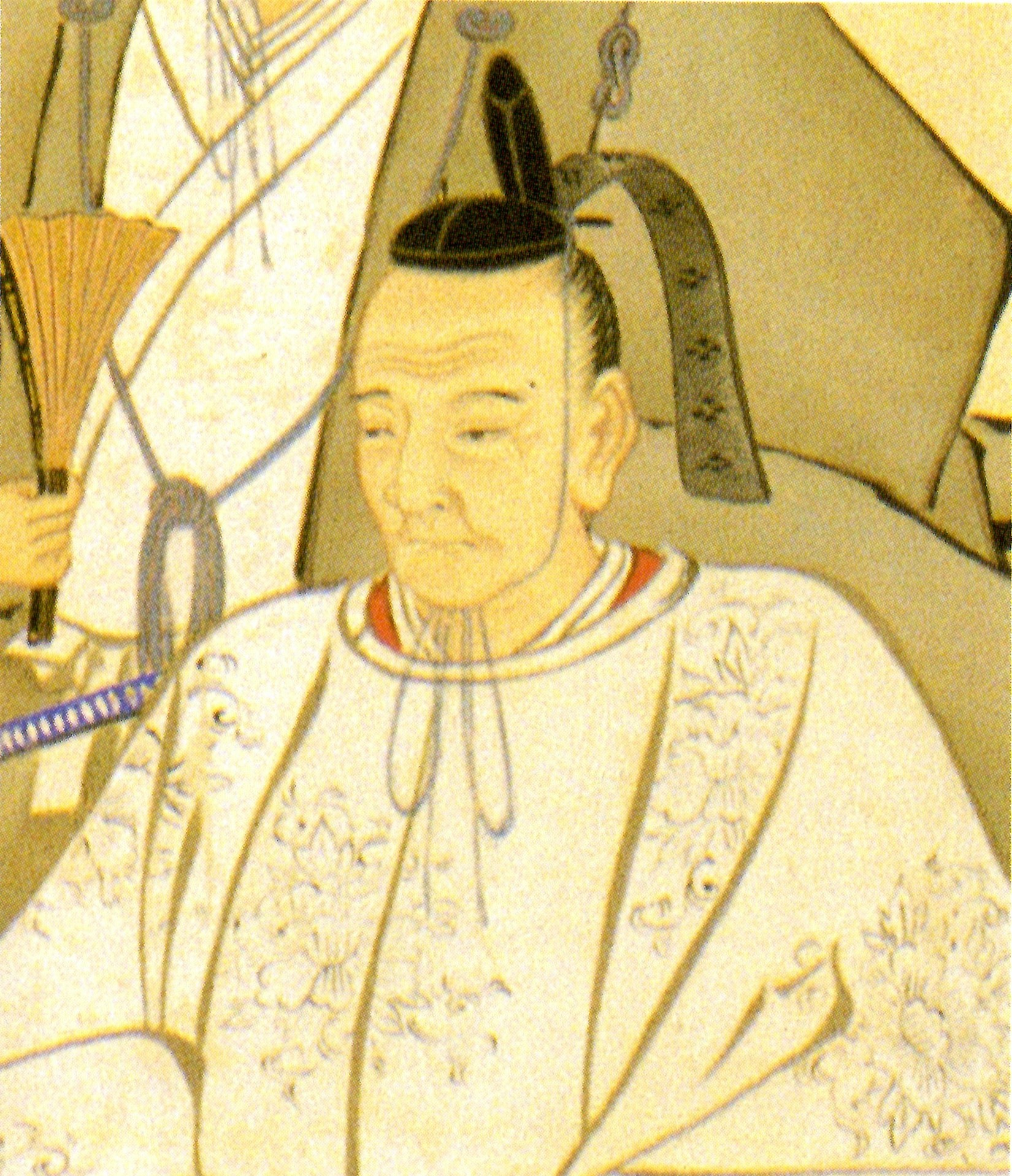
쓰가루 유키쓰구

쓰가루 유키쓰구(일본어: 津軽順承, 1800년 2월 6일 ~ 1865년 3월 2일)는 구로이시번의 2대 번주이자, 히로사키번의 11대 번주이다. 아명은 신노스케(新之助)이다.
1800년 음력 1월 13일, 미카와 요시다 번주 마쓰다이라 노부아키라의 넷째 아들로 태어났다. 유학자 사토 잇사이(佐藤一斎)에게 가르침을 받았다. 1821년, 구로이시번의 초대 번주 쓰가루 지카타리의 양자가 되어 이름을 쓰가루 유키노리(津軽順徳)라 하였다. 1825년, 지카타리가 은거하면서 그 뒤를 이어 번주가 되었다. 1839년, 본가 히로사키번 번주 쓰가루 노부유키가 막부의 명령으로 강제 은거당하자, 그 양자로 뒤를 이었고 유키쓰구로 개명하였다. 구로이시 번은 셋째 딸 아이히메(愛姫)의 사위인 쓰가루 쓰구야스를 양자로 삼아 가독을 잇게 했다.
덴포 대기근과 노부유키의 난행으로 인해 엉망이 된 번 재정을 복구하기 위해, 쓰가루 노부아키라의 정책을 따라 검약령과 경비 절감, 농지 개간과 재생, 저축제도에 의한 흉작 대책, 서양식 군비 증강, 대포 주조, 해안 경비 강화, 의학관, 난학당 설치 등 학문 장려 등등의 개혁 정책을 펴 번을 재건했다. 1859년 음력 2월 7일, 사위 양자인 쓰가루 쓰구아키라에게 가독을 물려주고 은거하며 조라쿠안(長楽庵)이라고 칭하였다. 그 후 하이쿠의 세계에 입문하였다. 히로사키 번은 그를 쓰가루 노부아키라와 함께 명군으로 칭송하였다.
1865년, 66세의 나이로 사망하였다.
| 전임 쓰가루 지카타리 | 제2대 구로이시번 번주 1825년 ~ 1839년 | 후임 쓰가루 쓰구야스 |

| 전임 쓰가루 노부유키 | 제11대 히로사키번 번주 1839년 ~ 1859년 | 후임 쓰가루 쓰구아키라 |